# Marion Laborde
Marion Laborde, född den 9 december 1986 i Dax, Frankrike, är en fransk basketspelare som tog OS-silver i dambasket vid olympiska sommarspelen 2012 i London.